# Hospital (Roman)
Hospital (chinesisch 医院, Pinyin yīyuàn) ist ein dystopischer Science-Fiction-Roman des chinesischen Schriftstellers Han Song und der erste Teil der Hospital-Trilogie (chinesisch 医院三部曲, Pinyin yīyuàn sān bù qǔ). Der Roman beschreibt eine Welt mit einem extremen Missbrauch des Gesundheitssystems. Patienten werden nicht genau über ihre Diagnose informiert, ihnen werden Lügen erzählt oder ihr Zustand wird ausgenutzt. Han Song fasst die Intention des Romans im Nachwort wie folgt zusammen: „Es ist nicht wichtig, wer du bist; das einzige, was zählt, ist die Krankheit, an der du leidest.“ Die chinesische Ausgabe erschien am 1. Juni 2016 beim Shanghai Literature and Art Publishing House (chinesisch 上海文艺术出, Pinyin shànghǎi wén yìshù chū). Die englische Ausgabe erschien am 1. März 2023 bei Amazon Crossing. Die Übersetzung stammt von Michael Berry.

## Handlung
Nach einer verheerenden Katastrophe ist der Buddhismus die vorherrschende Glaubensrichtung auf der Erde. Auf dem Mars entdeckt das Raumschiff SS Mahamayuri (nach Sanskrit महामायूरी Mahāmāyūrī für „Großer Pfau“) bei der Suche nach einer weiteren Inkarnation des Buddha stattdessen ein Krankenhaus sowie pfauenartige Kreaturen, die das Raumschiff angreifen und zerstören. Danach werden überall im Sonnensystem weitere Krankenhäuser gefunden. (Der Prolog wird nicht wieder aufgegriffen und daher oft als reine Metapher interpretiert.)
Yang Wei, ein Liedschreiber bei Corporation B, trinkt während einer Geschäftsreise nach C City in seinem Hotel eine Flasche Mineralwasser, bekommt dadurch starke Bauchschmerzen und schläft drei Tage lang. Das Hotelpersonal dringt in sein Zimmer ein und schafft ihn ins städtische Hospital, dort weiß sein behandelnder Arzt sofort von der Flasche Mineralwasser. Yang Wei erfährt von einer Krankenschwester, dass das ganze Hotel überwacht wird und das Krankenhaus alle Aufnahmen zur Sicherheit einsehen kann. Yang Wei wird in einen schmutzigen und moosüberwachsenen Keller zur Untersuchung gebracht und erfährt, dass das Hospital einen Beweis seines Vertrauens in Form von Geld verlangt. Kürzlich reichte ein Patient statt Urin nur Tee ein und sah das positive Ergebnis als Beweis für Betrug, was das Hospital ziemlich verärgerte. Yang Wei trifft anschließend mehrere Patienten, die selbst extrem wütend zurückkamen, darunter einen, der eine Million Dollar zahlte, und einen, der für zusätzliche Operationen zahlen musste, die weder notwendig noch von ihm erwünscht waren. Yang Wei realisiert, dass Menschen, die beginnen für eine Behandlung zu bezahlen, nicht vor deren Abschluss gehen können, da sonst das bisher gezahlte Geld verschwendet wurde. Daher kann das Hospital die Patienten durch Verzögerung des Endes der Behandlung beliebig lange einbehalten und noch mehr Geld bekommen. Schwester Jiang besucht ihn, um ihm von der Notwendigkeit einer Operation zu erzählen, basierend auf den Ergebnissen der Untersuchung, von denen sie ihm jedoch nichts erzählt, da diese lediglich das Hospital etwas angehen würden. Sie bietet Yang Wei an, seinen Kopf auf ihren Schoß zu legen und zu schlafen, wobei sie ihn wie ein Baby behandelt und ihn weiterhin „Kleinen Yang“ nennt. Als ihm erzählt wird, dass Schmerz in der Behandlung als notwendig für Glück in der Gesundheit erachtet wird, hat Yang Wei eine kleine Panikattacke. Bei seiner Rückkehr sieht er, dass sein Arzt keine Tinte mehr hat und beginnt mit frischem Blut zu schreiben. Schwester Jiang erzählt ihm, dass wieder jemand im Hotel das Mineralwasser getrunken hat, doch bevor sie gehen kann, zündet ein wütender ehemaliger Patient eine Bombe im Hospital und tötet sie. In ihren letzten Momenten gibt sie Yang Wei an den zehnjährigen Tao ab. Yang Wei beginnt zu glauben, dass alles Seltsame bisher nur die Manifestation eines dunklen Geheimnisses sei. Yang Wei wird von seinem Boss besucht, der es wegen der guten Verhältnisse von Corporation B mit C City für gut hält, dass er länger im Hospital bleibt. Yang Wei beginnt in das System hinter dem Hospital abzutauchen, darunter eine Untergrundwelt von Patienten, ein Lebewesen in seinem Magen und dass das Hospital nicht nur die Welt, sondern auch den Kosmos umfasst.

## Kritik
Auf Douban erreichte Hospital eine Bewertung von 7,5/10 Sternen.
Ian Mond schreibt in Locus, dass von einer Sichtweise vor COVID-19 die zentralen Anliegen des Romans den Imperialismus und Autoritarismus betreffen („when viewed from a pre-COVID perspective, the novel’s central concerns seem to become about imperialism and authoritarianism“). Han Song greife diese weiten Themen („tackles these broad themes“) auf erfinderische Art und Weise („inventive ways“) auf. Ian Mond schreibt weiter, trotz Bewunderung für den Roman doch Schwierigkeiten damit zu haben, diesen zu lieben („struggled to love“), etwa aufgrund der Überlänge („seemed overly long“), eines immer weniger ansprechenden ersten Drittels („first third becom[ing] increasingly less engaging“) oder einer schwer verdaulichen Darstellung von Frauen („depiction of women hard to digest“). Jedoch sei das letzte Drittel ein beeindruckendes Schauspiel absurder und kosmischer Konzepte und habe gefühlt eine neue Idee auf jeder Seite („the novel’s final third is a remarkable display of the absurd and the cosmic, with what feels like a new, startling idea on every page“).
Eine weitere Kritik von Subashini Navaratnam wurde in Strange Horizons am 29. Januar 2024 veröffentlicht. Gemäß dieser fühle sich der Roman bei der Schilderung der Bürokratie im Gesundheitswesen sehr universell an („feels universal in its depiction of medical bureaucracy“) und lese sich teils wie ein Slapstick von Dostojewski („reads like slapstick Dostoyevsky“). Übersetzer Michael Berry habe dabei gute Arbeit geleistet („has done a good job“), dieses Gefühl zu transportieren. Die Prämissen des Romans seien depressiv und bekannt faschistisch („depressingly and familiarly fascist“), blieben jedoch offen zur Diskussion („remain open to discussion“). Es sei weit davon entfernt, einfach zu lesen zu sein, trotz der kurzen Kapitel und der überaus prägnant und leicht zitierbaren Stellen („far from an easy read, despite its relatively short chapters and eminently pithy and quotable lines“).

## Referenzen
1. 1 2 3  Title: Hospital. Abgerufen am 27. April 2024 (englisch).
2. 1 2  Title: 医院. Abgerufen am 27. April 2024 (englisch).
3. 1 2  Ian Mond: Ian Mond Reviews Hospital by Han Song. Abgerufen am 27. April 2024 (englisch).
4. ↑  医院. Abgerufen am 2. Dezember 2023 (chinesisch).
5. ↑  Subashini Navaratnam: Hospital von Han Song. 29. Januar 2024, abgerufen am 27. April 2024 (englisch).